# Бобровка (Аромашевський район)
Бобро́вка (рос. Бобровка) — присілок у складі Аромашевського району Тюменської області, Росія.
Населення — 56 осіб (2010, 109 у 2002).
Національний склад станом на 2002 рік:
- росіяни — 98 %